# Homaloptera silasi
Homaloptera silasi is een straalvinnige vissensoort uit de familie van de steenkruipers (Balitoridae). De wetenschappelijke naam van de soort is voor het eerst geldig gepubliceerd in 2011 door Madhusoodana Kurup & Radhakrishnan.